# Live Scenes from New York
Live Scenes from New York (englisch für „Liveszenen aus New York“) ist ein 3-CD-Livealbum der US-amerikanischen Progressive-Metal-Band Dream Theater, welches am 30. August 2000 im Roseland Ballroom in New York aufgenommen wurde. Es wurde am 11. September 2001 als insgesamt drittes Livealbum der Band veröffentlicht als auch als das erste mit Jordan Rudess und das erste, das ein komplettes Konzert beinhaltet.

## Hintergrund
Das ursprüngliche Cover zeigte die Silhouette der New Yorker Skyline auf einem brennenden Apfel (Big Apple). Es wurde wegen einer möglichen Assoziation (die laut Portnoy allerdings rein zufällig und nicht bewusst gewählt oder beabsichtigt war) mit den Anschlägen am Tag der Veröffentlichung aus den Regalen genommen und nach kurzer Zeit mit einem leicht veränderten Cover wieder veröffentlicht. Einige der Originalerscheinungen sind zwar im Umlauf, gelten aber als seltene Sammlerstücke, für die auf Auktionen entsprechend hohe Preise aufgerufen werden.
Das aufgezeichnete Konzert war mit über drei Stunden Spielzeit das damals längste der Bandgeschichte. Als ironischen Kommentar dazu verabschiedet sich Sänger LaBrie nach dem Abschluss von A Change of Seasons mit den Worten: „Sorry about the short set“ (engl. für: „Entschuldigung für die kurze Setlist“). Es enthält neben dem vollständigen Album Metropolis Pt.2: Scenes from a Memory die Epen „A Mind Beside Itself“ (Original auf Awake, 1994) und „A Change of Seasons“ (Original auf der gleichnamigen EP von 1995) und weitere Stücke der Band.
Das Konzert wurde in stark gekürzter Form auch als DVD und VHS bereits ein halbes Jahr vor der Veröffentlichung der CD-Version unter dem Namen Metropolis 2000 veröffentlicht.

## Titelliste
CD 1
1. Regression (John Petrucci) – 2:46
2. Overture 1928 (Dream Theater) – 3:32
3. Strange Déjà Vu (Dream Theater/Mike Portnoy) – 5:03
4. Through My Words (John Petrucci) – 1:42
5. Fatal Tragedy (Dream Theater/John Myung) – 6:22
6. Beyond This Life (Dream Theater/John Petrucci) – 11:17
7. John & Theresa Solo Spot (Dream Theater) – 3:17
8. Through Her Eyes (Dream Theater/John Petrucci) – 6:17
9. Home (Dream Theater/Mike Portnoy) – 13:21
10. The Dance of Eternity (Dream Theater) – 6:24

CD 2
1. One Last Time (Dream Theater/James LaBrie) – 4:12
2. The Spirit Carries On (Dream Theater/John Petrucci) – 7:40
3. Finally Free (Dream Theater/Mike Portnoy) – 10:59
4. Metropolis Pt. 1 (Dream Theater/John Petrucci) – 10:36
5. The Mirror (Dream Theater/Mike Portnoy) – 8:15 (enthält eine kurze Aufgreifung von Lie)
6. Just Let Me Breathe (Dream Theater/Mike Portnoy) – 4:03
7. Acid Rain (John Petrucci, Tony Levin, Mike Portnoy, Jordan Rudess) – 2:35 (veröffentlicht von Liquid Tension Experiment)
8. Caught in a New Millennium Medley (Dream Theater/James LaBrie, John Petrucci, Mike Portnoy) – 6:22
9. Another Day (Dream Theater/John Petrucci) – 5:13
10. Jordan Rudess Keyboard Solo (Jordan Rudess) – 6:40

CD 3
1. A Mind Beside Itself I: Erotomania (Dream Theater) – 7:22
2. A Mind Beside Itself II: Voices (Dream Theater/John Petrucci) – 9:45
3. A Mind Beside Itself III: The Silent Man (John Petrucci) – 5:09
4. Learning to Live (Dream Theater/John Myung) – 14:02
5. A Change of Seasons (Dream Theater/Mike Portnoy) – 24:33